# Luzizila Kiala
Luzizila Kiala (Damba, 19 de novembro de 1963) é um prelado angolano da Igreja Católica, arcebispo de Malanje.

## Biografia
Após os estudos primários e secundários, foi admitido no Seminário de São Paulo, no Uíge, onde recebeu a formação em filosofia. Fez os estudos de teologia no Seminário Maior de Cristo Rei, no Huambo. Em 23 de agosto de 1992, foi ordenado padre na sua cidade natal.
Até 1994, foi pároco em Songo, Bembe e Caipemba. Depois, foi diretor espiritual externo do Seminário do Uíge, cargo que exerceu até 1997, quando foi estudar na Pontifícia Universidade Gregoriana, onde obteve o doutorado em teologia espiritual. Após retornar à Angola, em 2001, exerceu os cargos de vigário paroquial de Bembe, membro do Conselho Presbiteral, membro do Colégio de Consultores, membro do Conselho para os negócios econômicos, diretor espiritual residente do Seminário do Uíge, vigário forâneo, presidente das comissões diocesanas para os emigrantes, da Liturgia e da Música Sacra, vigário episcopal e professor no Seminário. Em 2008, passou para as funções de vigário-geral da diocese do Uíge, pároco da Igreja Catedral e assistente eclesiástico da Associação Cristã de Gestores e Dirigentes (ACGD) da diocese do Uíge.
Foi nomeado bispo de Sumbe em 21 de maio de 2013 pelo Papa Francisco, sendo consagrado em 25 de agosto do mesmo ano no Estádio 4 de Janeiro por Dom Emílio Sumbelelo, bispo do Uíge, coadjuvado por Dom Almeida Canda, bispo de Nadalatando e por Dom Vicente Carlos Kiaziku, O.F.M. Cap., bispo do Mabanza Congo. Fez sua entrada solene na Sé em 8 de setembro do mesmo ano.
Em 29 de setembro de 2021, foi elevado a arcebispo metropolitano de Malanje. Fez sua entrada solene em 14 de novembro do mesmo ano.